# L'Orsalhèr
L'Orsalhèr (cuya traducción sería El domador de osos) es una película francesa realizada por Jean Fléchet en occitano gascón en el año 1980 y estrenada en el mismo año. Obtuvo el "Gran premio del Público del Festival de Grenoble" en 1983.

## Argumento
El film narra las aventuras de Gaston Sentein, un joven del Ariège. Se sitúa en el año 1840. Impresionado por las leyendas de Jean de l’ours, abandona su familia y a su prometida para viajar por el país como domador de osos con un cachorro que él mismo ha capturado y adiestrado. 

## Elenco
- Marcel Amont - Pèire Agasse
- Leon Còrdas - Señor Sentein
- Patrice Icart - Gaston Sentein
- Rosina de Pèira - Señora Sentein